# 2024年世界柔道選手権大会
2024年世界柔道選手権大会（第41回世界柔道選手権大会）は、2024年5月19日～5月24日にUAEのアブダビで開催された柔道の世界選手権。無差別を除いた男女7階級の個人戦と男女混合の団体戦が実施される。UAEでの開催は初めてとなる。

## 大会概要
| 正式名称 | 2024 World Judo Championships |
| 開催日程 | 19日 男子60kg級、女子48、52kg級 20日 男子66、73kg級、女子57kg級 21日 男子81kg級、女子63kg級 22日 男子90kg級、女子70、78kg級 23日 男子100、100kg超級、女子78kg超級 24日 男女混合団体戦 |
| 開催場所 | ムバダラ・アリーナ |

## 大会結果

### 男子
| 階級        | 金                         | 銀                                 | 銅                                                        |
| ----------- | -------------------------- | ---------------------------------- | --------------------------------------------------------- |
| 60kg以下級  | ゲオルギー・サルダラシビリ | 楊勇緯                             | 中村太樹 イ・ハリム                                       |
| 66kg以下級  | 田中龍馬                   | 武岡毅                             | バジャ・マルグベラシビリ ルーカス・サハ                   |
| 73kg以下級  | ヒダヤト・ヘイダロフ       | 石原樹                             | ニルス・シュトゥンプ ラブジャルガル・アンフザヤ           |
| 81kg以下級  | タト・グリガラシビリ       | 中立選手(AIN) ティムル・アルブゾフ | ソモン・マフマドベコフ 李俊奐                             |
| 90kg以下級  | 田嶋剛希                   | ネマニャ・マイドフ                 | トリスタニ・モサフリシビリ エルラン・シェロフ             |
| 100kg以下級 | ゼリム・コツォイエフ       | シャディ・エルナハス               | 新井道大 ニコロス・シェラザディシビリ                     |
| 100kg超級   | キム・ミンジョン           | グラム・ツシシビリ                 | アリシェル・ユスポフ 中立選手(AIN) タメルラン・バシャエフ |

### 女子
| 階級       | 金                             | 銀                       | 銅                                              |
| ---------- | ------------------------------ | ------------------------ | ----------------------------------------------- |
| 48kg以下級 | バブードルジ・バーサンフー     | アッスンタ・スクット     | アビバ・アブジャキノワ タラ・バブルファト       |
| 52kg以下級 | オデッテ・ジュフリーダ         | ディヨラ・ケルディヨロワ | アマンディーヌ・ブシャール マーシャ・バルハウス |
| 57kg以下級 | ホ・ミミ                       | 出口クリスタ             | 玉置桃 ジェシカ・クリムカイト                   |
| 63kg以下級 | ジョアンネ・ファンリースハウト | アンジェリカ・シマンスカ | ラウラ・ファズリウ クラリス・アグベニュー       |
| 70kg以下級 | マルゴー・ピノ                 | マリー＝エヴ・ガイエ     | 田中志歩 中立選手(AIN) マディナ・タイマゾワ     |
| 78kg以下級 | アンナ＝マリア・ヴァーグナー   | アリーチェ・ベッランディ | エマ・リード マドレーヌ・マロンガ               |
| 78kg超級   | 冨田若春                       | カイラ・オズデミル       | ヒラル・エズテュルク キム・ハユン               |

## 男女混合団体戦
| 開催年 | 優勝                                                                       | 2位 | 3位 | 3位 |
| 2024   | 日本 玉置桃 高野綺海 田中龍雅 田中志歩 本田万結 川端倖明 新井万央 中野寛太 | フランス ファイザ・モクダル ジョアン＝バンジャマン・ガバ マルゴー・ピノ アクセル・クレルジュ コラリ・ハイメ レア・フォンテーヌ マテオ・アキアナ＝モンゴ | イタリア タウアニ＝ダビド・カパッニ＝ディアス ジョバンニ・エスポジト イレーネ・ペドロッティ キム・ポリング ロレンゾ・リガノ アシャ・タバノ ニコラス・ムンガイ | ジョージア ニノ・ロラーゼ ゲオルギー・チヘリゼ エテル・アスキラシビリ ルカ・バブツィゼ ソフィオ・ソムヒシビリ グラム・ツシシビリ |

## 各国メダル数
| 順 | 国・地域             | 金 | 銀 | 銅 | 計 |
| -- | -------------------- | -- | -- | -- | -- |
| 1  | 日本                 | 4  | 2  | 4  | 10 |
| 2  | ジョージア           | 2  | 1  | 2  | 5  |
| 3  | 韓国                 | 2  | 0  | 3  | 5  |
| 4  | アゼルバイジャン     | 2  | 0  | 0  | 2  |
| 5  | フランス             | 1  | 2  | 3  | 6  |
| 6  | イタリア             | 1  | 2  | 1  | 4  |
| 7  | ドイツ               | 1  | 0  | 1  | 2  |
| 7  | モンゴル             | 1  | 0  | 1  | 1  |
| 9  | オランダ             | 1  | 0  | 0  | 1  |
| 10 | カナダ               | 0  | 2  | 1  | 3  |
| -  | 中立選手(AIN)        | 0  | 1  | 2  | 3  |
| 11 | トルコ               | 0  | 1  | 1  | 2  |
| 11 | ウズベキスタン       | 0  | 1  | 1  | 2  |
| 13 | ポーランド           | 0  | 1  | 0  | 1  |
| 13 | セルビア             | 0  | 1  | 0  | 1  |
| 13 | チャイニーズタイペイ | 0  | 1  | 0  | 1  |
| 16 | スペイン             | 0  | 0  | 2  | 2  |
| 17 | フィンランド         | 0  | 0  | 1  | 1  |
| 17 | イギリス             | 0  | 0  | 1  | 1  |
| 17 | カザフスタン         | 0  | 0  | 1  | 1  |
| 17 | キルギス             | 0  | 0  | 1  | 1  |
| 17 | コソボ               | 0  | 0  | 1  | 1  |
| 17 | スイス               | 0  | 0  | 1  | 1  |
| 17 | スウェーデン         | 0  | 0  | 1  | 1  |
| 17 | タジキスタン         | 0  | 0  | 1  | 1  |

- IJFは今大会に中立選手(AIN)で出場してメダルを獲得した3名のロシア選手をメダル一覧表に含めなかった[3]。

## 優勝者の世界ランキング

### 男子
| 60 kg級    | ジョージア       | ゲオルギー・サルダラシビリ | 8位  |
| 66 kg級    | 日本             | 田中龍馬                   | 18位 |
| 73 ㎏級    | アゼルバイジャン | ヒダヤト・ヘイダロフ       | 1位  |
| 81 ㎏級    | ジョージア       | タト・グリガラシビリ       | 2位  |
| 90 ㎏級    | 日本             | 田嶋剛希                   | 78位 |
| 100 ㎏級   | アゼルバイジャン | ゼリム・コツォイエフ       | 5位  |
| 100 ㎏超級 | 韓国             | キム・ミンジョン           | 6位  |

### 女子
| 48 kg級   | モンゴル | バブードルジ・バーサンフー     | 5位  |
| 52 kg級   | イタリア | オデッテ・ジュフリーダ         | 4位  |
| 57 kg級   | 韓国     | ホ・ミミ                       | 6位  |
| 63 kg級   | オランダ | ジョアンネ・ファンリースハウト | 6位  |
| 70 kg級   | フランス | マルゴー・ピノ                 | 13位 |
| 78 kg級   | ドイツ   | アンナ＝マリア・ヴァーグナー   | 2位  |
| 78 kg超級 | 日本     | 冨田若春                       | 16位 |

(出典、JudoInside.com)

## 世界ランキング1位の成績

### 男子
| 60 kg級    | チャイニーズタイペイ | 楊勇緯               | 銀メダル  |
| 66 kg級    | モルドバ             | デニス・ビエル       | 2回戦敗退 |
| 73 kg級    | アゼルバイジャン     | ヒダヤト・ヘイダロフ | 金メダル  |
| 81 kg級    | ベルギー             | マティアス・カス     | 3回戦敗退 |
| 90 kg級    | ジョージア           | ラシャ・ベカウリ     | 不出場    |
| 100 kg級   | ジョージア           | イリア・スラマニゼ   | 不出場    |
| 100 kg超級 | タジキスタン         | テムール・ラヒモフ   | 7位       |

### 女子
| 48 kg級   | イタリア   | アッスンタ・スクット               | 銀メダル |
| 52 kg級   | コソボ     | ディストリア・クラスニキ           | 不出場   |
| 57 kg級   | カナダ     | 出口クリスタ                       | 銀メダル |
| 63 kg級   | カナダ     | カトリーヌ・ボーシュマン＝ピナール | 5位      |
| 70 kg級   | クロアチア | バルバラ・マティッチ               | 不出場   |
| 78 kg級   | イスラエル | インバル・ラニル                   | 不出場   |
| 78 kg超級 | フランス   | ロマヌ・ディッコ                   | 不出場   |

(出典、JudoInside.com)

## 備考
- 今大会の男子100㎏級初戦で、エジプトのカリム・イブラヒム・ソブヒがイスラエルのピーター・パルチックとの対戦を拒否して不戦敗となった。IJFはこれに対して何らの対応も示さなかった[5]。

- 男女混合団体戦の準々決勝で韓国はウズベキスタンに0－4で敗れた。この試合で90㎏超級のウォン・ジョンフンがケガのため棄権する意思を示して棄権負けとなった。IJFルールでは、事前に登録された選手が試合を放棄した場合、選手のみならずチームそのものが失格になり、以降の試合には出場できないと定められている。最初から試合をする意思のない選手がいた場合、その選手を事前登録せずにその階級の選手登録欄に名前を記載しなければ、その階級は不戦敗となるものの、チーム全体が失格になることはなかった。韓国の男子監督である黄禧太も選手もこのルールについて知らなかった。運営側もこの時点で韓国が失格になったことに気付かなかったため、本来なら出場できないはずの敗者復活戦に出場して、そこでドイツを4－1で破った。しかしながら、試合後にドイツチームが運営側に準々決勝における韓国側の失態を訴えた。ここでようやく運営側も正式に韓国の失態を認識したため、ドイツがジョージアとの3位決定戦に進むことになった[6][7]。